# Rokszyce
Rokszyce [pronunciación en polaco: /rɔkˈʂɨt͡sɛ/] es un pueblo ubicado en el distrito administrativo de Gmina Wola Krzysztoporska, dentro del Distrito de Piotrków, Voivodato de Łódź, en Polonia central. Se encuentra aproximadamente a 7 kilómetros al noreste de Wola Krzysztoporska, a 5 kilómetros al oeste de Piotrków Trybunalski, y a 44 kilómetros al sur de la capital regional Łódź.